# Campeonato Francés de F4
El Campeonato Francés de F4, anteriormente conocido durante 2010 como F4 Eurocup 1.6, entre 1993 a 2007 como Campeonato de Francia FFSA Formula Campus Renault Elf y entre 2008 a 2009 como Formul'Academy Euro Series es un campeonato de monoplazas creado en 1993 por Louis Drouet. El campeonato atraía a pilotos prevenientes del karting, sirviendo como primer escalón en las competiciones de monoplazas. Está basado en Francia, durante 2010 se corrió el mismo fin de semana que lo hacían las World Series by Renault. En 2011 dejó de participar en estos eventos y comenzó a operar de forma independiente bajo su nombre actual.
En 2018 adoptó las regulaciones de la FIA para los campeonatos de Fórmula 4.

## Campeones

### Sin regulación FIA
| Año                             | Piloto                          | Campeón Júnior    | Campeón Internacional |
| ------------------------------- | ------------------------------- | ----------------- | --------------------- |
| Fórmula Campus by Renault y Elf | Fórmula Campus by Renault y Elf | No entregado      | No entregado          |
| 1993                            | Sébastien Philippe              | No entregado      | No entregado          |
| 1994                            | Franck Montagny                 | No entregado      | No entregado          |
| 1995                            | Renaud Malinconi                | No entregado      | No entregado          |
| 1996                            | Philippe Bénoliel               | No entregado      | No entregado          |
| 1997                            | Marcel Costa                    | No entregado      | No entregado          |
| 1998                            | Westley Barber                  | No entregado      | No entregado          |
| 1999                            | Adam Jones                      | No entregado      | No entregado          |
| 2000                            | Stéphane Morat                  | No entregado      | No entregado          |
| 2001                            | Bruce Lorgeré-Roux              | No entregado      | No entregado          |
| 2002                            | Loïc Duval                      | No entregado      | No entregado          |
| 2003                            | Laurent Groppi                  | No entregado      | No entregado          |
| 2004                            | Jacky Ferré                     | No entregado      | No entregado          |
| 2005                            | Jean-Karl Vernay                | No entregado      | No entregado          |
| 2006                            | Kévin Estre                     | No entregado      | No entregado          |
| 2007                            | Jean-Éric Vergne                | No entregado      | No entregado          |
| Formul’Academy Euro Series      |                                 | No entregado      | No entregado          |
| 2008                            | Arthur Pic                      | No entregado      | No entregado          |
| 2009                            | Benjamin Bailly                 | No entregado      | No entregado          |
| F4 Eurocup 1.6                  |                                 | No entregado      | No entregado          |
| 2010                            | Stoffel Vandoorne               | No entregado      | No entregado          |
| Campeonato Francés de F4        |                                 | No entregado      | No entregado          |
| 2011                            | Matthieu Vaxivière              | No entregado      | No entregado          |
| 2012                            | Alexandre Baron                 | No entregado      | No entregado          |
| 2013                            | Anthoine Hubert                 | No entregado      | No entregado          |
| 2014                            | Lasse Sørensen                  | Dorian Boccolacci | Lasse Sørensen        |
| 2015                            | Valentin Moineault              | Sacha Fenestraz   | Valentin Moineault    |
| 2016                            | Ye Yifei                        | Ye Yifei          | Gilles Magnus         |
| 2017                            | Arthur Rougier                  | Victor Martins    | Arthur Rougier        |

### Con regulación FIA
| Año  | Piloto            | Campeón Júnior     | Campeón Internacional |
| ---- | ----------------- | ------------------ | --------------------- |
| 2018 | Caio Collet       | Théo Pourchaire    | Caio Collet           |
| 2019 | Hadrien David     | Victor Bernier     | Hadrien David         |
| 2020 | Ayumu Iwasa       | Valentino Catalano | Ayumu Iwasa           |
| 2021 | Esteban Masson    | Alessandro Giusti  | Esteban Masson        |
| 2022 | Alessandro Giusti | No entregado       | No entregado          |
| 2023 | Evan Giltaire     | No entregado       | No entregado          |